# Герб Железноводска
Герб города Железноводска — один официальных символов городского округа города-курорта Железноводска Ставропольского края России.
Утверждён 24 мая 2002 года. Автор проекта — дизайнер Александр Иванович Плужников.
Герб составлен с нарушениями правил геральдики и не внесён в Государственный геральдический регистр РФ.

## Описание
Герб образно выражает исторические, культурные, природные и географические особенности города Железноводска. Описание герба гласит:

Герб города Железноводска представляет собой геральдический щит, поделённый по вертикали и горизонтали на четыре равные части. В правой верхней части (здесь и далее орографически лицом от зрителя) помещён герб Кавказских Минеральных Вод. Слева от герба Кавказских Минеральных Вод на золотом фоне изображена гора Железная зелёного цвета и над нею — белая четырёхконечная звезда. Справа внизу на золотом фоне расположена чаша с бьющими вверх струями минеральной воды. В левой нижней части на лазоревом фоне размещена эмблема медицины (змея с чашей) золотого цвета.— Решение Совета города Железноводска от 24 мая 2002 года № 217

## Обоснование символики
Горизонтальная и вертикальная линии деления щита символизируют крест — один элементов герба Ставропольского края («Крест является охранным символом, отражает название краевого центра (Ставрополь — в переводе с греческого „город креста“), а от него и название Ставропольского края»).

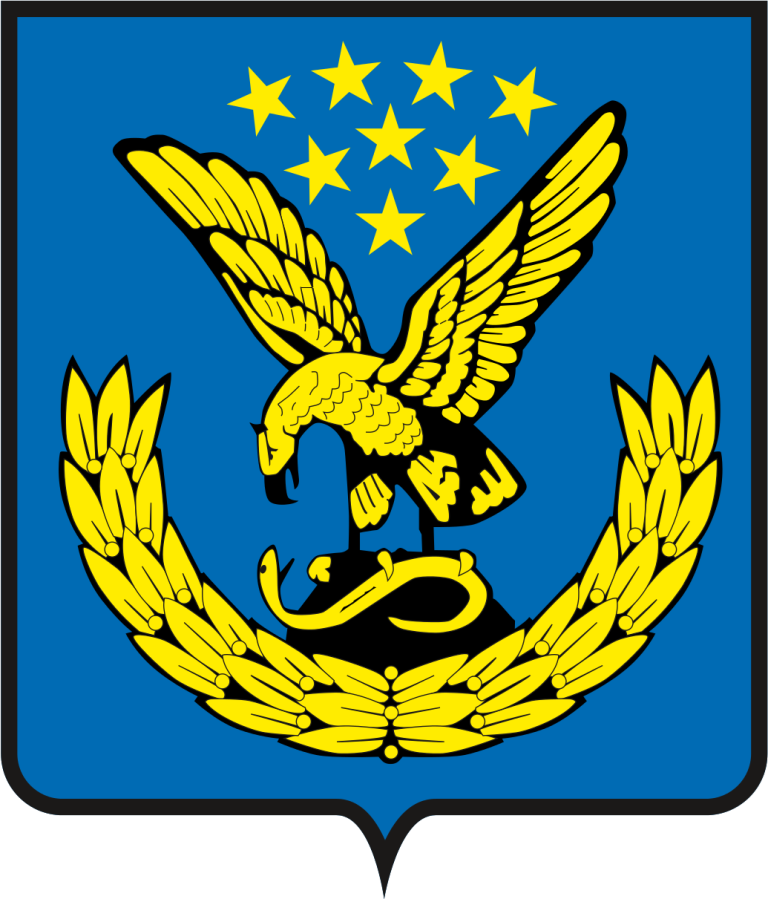
Герб Кавминвод

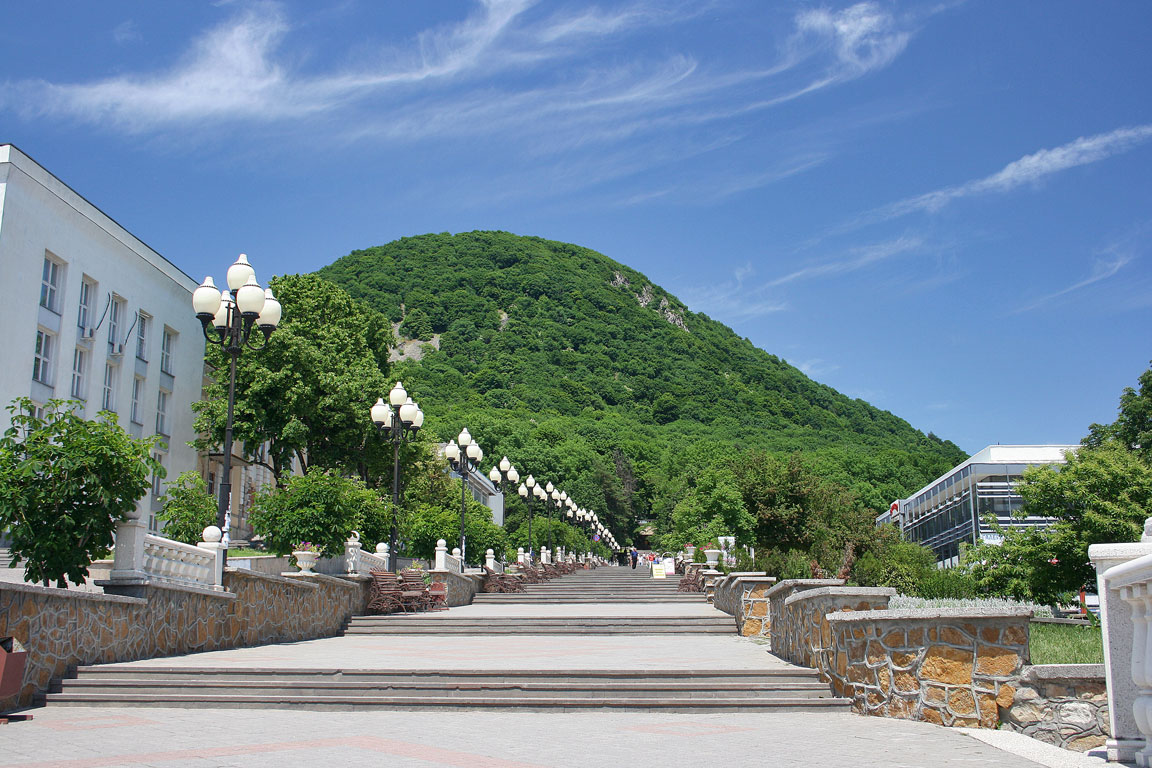
Гора Железная

В правом верхнем поле помещён герб Кавказских Минеральных Вод: в лазоревом поле сидящий на скале и когтящий змею орёл, обращённый вправо и сопровождаемый во главе щита между крыльями восемью веерообразно расположенными пятиконечными звёздами. Основой для изображения орла является неофициальный символ курортного региона — скульптура «Орёл», установленная на горе Горячей в черте города Пятигорска. Восемь золотых звёзд символизируют восемь административных образований в составе Кавминвод, в том числе и город-курорт Железноводск. Таким образом, изображение герба Кавказских Минеральных Вод подчёркивает принадлежность Железноводска к этому региону.
В левом верхнем поле помещён «географический символ» и «ориентир города» — гора-лакколит Железная, давшая название городу-курорту. Зелёный цвет является естественным для этой горы, поскольку она покрыта густым широколиственным лесом. Также этот цвет символизирует экологию. Изображённая над горой серебряная звезда трактуется как символ «веры и надежды на развитие и процветание города».
В правом нижнем поле изображена чаша зелёного цвета с четырьмя бьющими вверх струями минеральной воды — двумя лазоревыми и двумя серебряными. Струи символизируют четыре наиболее известных минеральных источника Железноводского курорта — Баталинский, Владимирский, Славяновский и Смирновский.
В левом нижнем поле изображена чаша золотого цвета, обвитая золотой змеёй, — символ медицины. Тем самым подчёркивается, что «лечебное искусство» является приоритетным направлением развития города-курорта Железноводска.

## История
Начавшийся в 60-е годы XX века процесс возрождения городской геральдики в СССР способствовал развитию движения по созданию городских гербов в том числе и в Ставропольском крае.
11 июля 1965 года в газете «Кавказская здравница» было опубликовано коллективное письмо, подписанное представителями общественности города Пятигорска, которые выступили с инициативой разработки гербов Железноводска, Кисловодска, Ессентуков, Пятигорска и других городов Кавказских Минеральных Вод. Авторы обращения предлагали читателям газеты высказать своё мнение по данному вопросу и направлять в редакцию свои эскизы и наброски.
Спустя некоторое время в «Кавказской здравнице» появились первые отклики жителей Кавминвод, одобривших идею создания символов городов курортного региона. В отличие от рядовых читателей представители органов исполнительной власти городов-курортов интерес к соответствующей теме тогда не проявили.
В советский период появились несколько проектов герба Железноводска, которые не были официально утверждены, но получили определённую известность благодаря коллекционным значкам так называемой «Пятигорской серии», выпускавшимся несколькими сувенирными фабриками в городе Пятигорске.

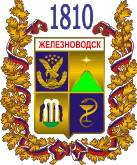
Герб города Железноводска

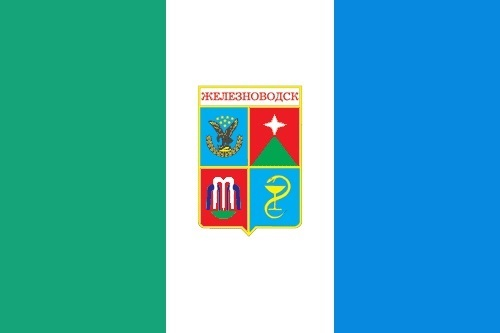
Изображение герба на флаге города Железноводска

После того как в 1995 году руководство Кавказских Минеральных Вод рекомендовало городам-курортам, не имеющим собственных гербов, начать их разработку, в Железноводске было организовано проведение творческого конкурса на лучший проект городской символики. На рассмотрение членов жюри поступило 17 работ, представленных художниками КМВ. Победу в конкурсе одержал уроженец Ессентуков, дизайнер Александр Иванович Плужников. Исполненный им герб был утверждён постановлением главы администрации города Железноводска от 16 августа 1995 года № 612.
Автор проекта постарался создать собирательный образ Железноводска, отразив его исторические и экономические особенности, природные и культурные достопримечательности посредством изображённых в гербе символов. К последним, в частности, относились герб Кавказских Минеральных Вод, также разработанный Плужниковым (утверждён 28 июля 1995 года), и стилизованные изображения горы Железной, минеральных источников и эмблемы медицины. Геральдический щит был обрамлён по бокам золотым венком из дубовых листьев, переплетённым лентой с цветовой гаммой Государственного флага РФ (белый, синий, красный), и увенчан изображением двуглавого орла — главной фигуры Государственного герба РФ. Эти дополнительные элементы указывали на территориальную принадлежность города-курорта к Российской Федерации.
24 мая 2002 года Совет города Железноводска утвердил Положение о гербе города в новой редакции и признал утратившим силу постановление главы администрации города Железноводска от 16 августа 1995 года № 612.
Как и в случае с символикой ряда других муниципальных образований Ставропольского края, разработанной в 90-е годы XX века, герб Железноводска составлен с нарушениями правил геральдики. Этот герб не был зарегистрирован в Государственном геральдическом регистре.